# Крисін Леонід Петрович
Леонід Петрович Крисін — російський лінгвіст, доктор філологічних наук, професор, заступник директора з освітніх проектів, завідувач відділом сучасної російської мови Інституту російської мови ім. В. В. Виноградова РАН. Фахівець в галузі лексикології, семантики, стилістики, лексикографії та соціолінгвістики.

## Біографія
Закінчив філологічний факультет МДУ в 1958 році. У період з 1958 по 1973 р. — науковий співробітник Інституту російської мови АН СРСР. У 1965 р. захистив кандидатську дисертацію на тему «Питання історичного вивчення іншомовних запозичень» під керівництвом академіка В. В. Виноградова. Ця дисертація була надрукована у вигляді книги в 1968 р.: «Іншомовні слова в сучасній російській мові».
Працював старшим науковим співробітником ВНДІ Інформелектро в період з 1973 по 1983 р., написав докторську дисертацію на тему «Соціолінгвістичні дослідження варіантів сучасної російської літературної мови» (1980 р.).
З 1983 по 1991 р. працював старшим, а потім провідним науковим співробітником Інституту мовознавства АН СРСР, а з 1991 — головним науковим співробітником Інституту російської мови ім. В. В. Виноградова РАН, з 1997 р. — завідувачем Відділом сучасної російської мови і заступником директора цього інституту.

## Наукові роботи
Автор близько 250 наукових робіт, включаючи монографії, словники, підручники:
- Иноязычные слова в современном русском языке. М., 1968.
- Язык в современном обществе. М., 1977.
- Жизнь слова. М., 1980.
- Социолингвистические аспекты изучения современного русского языка. М., 1989.
- Толковый словарь иноязычных слов. М., 1998 (5-е издание — М., 2003). [Архівовано 15 вересня 2009 у Wayback Machine.] 2007, Свыше 25 тысяч слов и словосочетаний, Библиотека словарей РАН.
- Социолингвистика. М., 2001 (в співавторстві з В. І. Беліковим).
- Русское слово, свое и чужое. М., 2004.

Брав участь у складанні видання Велика енциклопедія Кирила і Мефодія.

## Статті
- Крысин Л. П. Вспоминая Реформатского [Архівовано 17 травня 2008 у Wayback Machine.] // Общественные науки и современность. 2008. № 3. С. 151—155.
- Крысин Л. П. Можно ли по речи узнать интеллигента? [Архівовано 29 жовтня 2007 у Wayback Machine.] // Общественные науки и современность. 2004. № 5. С. 157—164.
- Крысин Л. П. М. В. Панов как социолог языка [Архівовано 9 червня 2009 у Wayback Machine.] // Общественные науки и современность. 2006. № 6. С. 115—120.
- Крысин Л. П., Дилигенский Г. Г. Экономика-язык-культура (дискуссия) [Архівовано 29 листопада 2007 у Wayback Machine.]: Г. Г. Дилигенский. Культура и социальная динамика современной России; Л. П. Крысин. Язык — живая саморазвивающаяся система // Общественные науки и современность. 2001. № 5. С. 48-57.
- Крысин Л. П. О некоторых изменениях в русском языке конца XX века [Архівовано 11 травня 2012 у Wayback Machine.] // Исследования по славянским языкам. — № 5. — Сеул, 2000. — С. 63-91
- Крысин Л. П. О русском языке наших дней [Архівовано 11 травня 2012 у Wayback Machine.] // Изменяющийся языковой мир. — Пермь, 2002
- Крысин Л. П. Языковая норма и речевая практика [Архівовано 14 квітня 2012 у Wayback Machine.] // Отечественные записки. — М., 2005, № 2(23)

## Інтерв'ю
- Радиостанция «Эхо Москвы» / Передачи / Интервью / Воскресенье, 20.04.2003: Леонид Крысин [Архівовано 24 липня 2010 у Wayback Machine.]
- Радио СИТИ-FM :: Леонид Крысин: Мат — это неотъемлемая часть русского языка[недоступне посилання з квітня 2019]
- Известия. Ру: Леонид КРЫСИН: «Не хочу, чтобы меня „шокировали монстры“»